# Głos ludzki

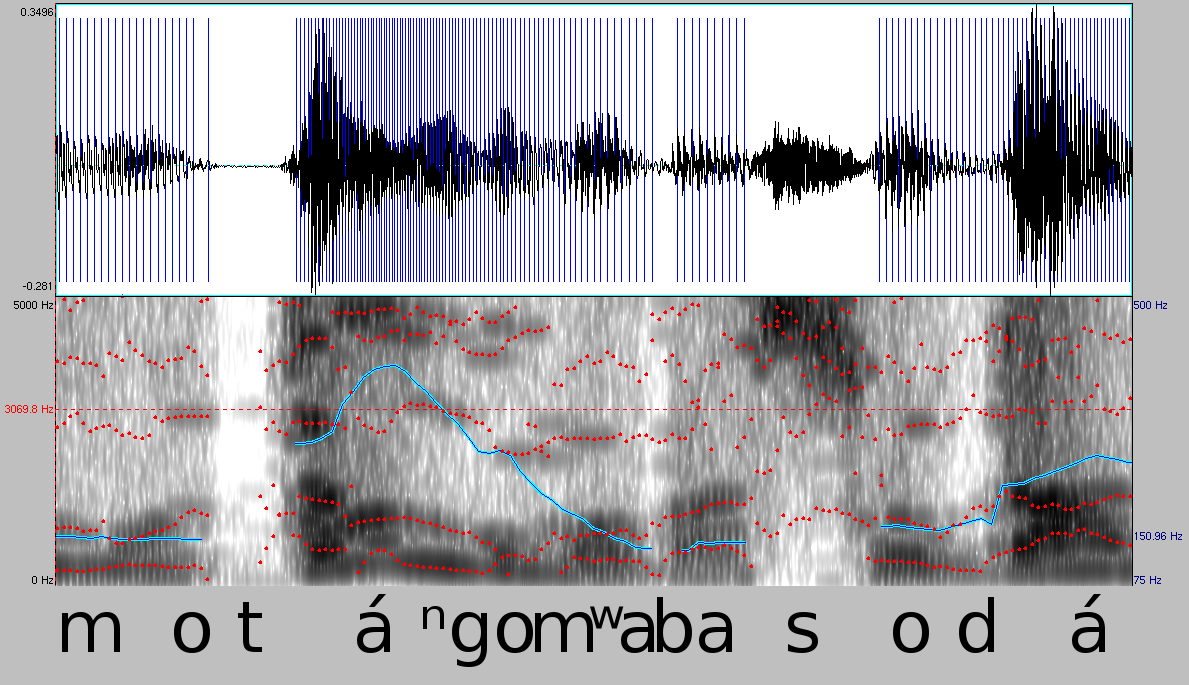
Spektrogram głosu kobiecego (wypowiedź w języku lingala)

Głos ludzki – wibracje wytwarzane przez struny głosowe człowieka (dźwięki o określonej częstotliwości). Fałdy głosowe w połączeniu m.in. z zębami, językiem i ustami mogą wytworzyć szerokie spektrum dźwięków, umożliwiając całkowitą zmianę znaczenia wypowiedzi poprzez manipulację tonu lub akcentowanie pojedynczych części. Barwa i skala głosu jest właściwością osobniczą i może się znacznie różnić w poszczególnych przypadkach.
Ton głosu może sugerować, że wypowiedź jest pytaniem, rozkazem, prośbą czy zaprzeczeniem, nawet jeśli nie wynika to z formy gramatycznej, oraz zdradzać uczucia, takie jak gniew, szczęście, smutek. Ton głosu może oznaczać, w jakim stopniu mówiącemu na czymś zależy, jak jest do czegoś nastawiony. Na przykład słowa „przykro mi” zależnie od tonu może oznaczać zarówno skruchę lub żal, jak ironię czy obojętność.
Pojmowany jako instrument muzyczny, ludzki aparat głosowy jest uważany za najdoskonalszy instrument dęty.

## Powstawanie dźwięku w fałdach głosowych
Więzadła głosowe mają różną długość u kobiet i mężczyzn. U mężczyzn są na ogół dłuższe (niższa barwa głosu) – od 17 do 25 mm, zaś kobiety mają odpowiednio krótsze fałdy głosowe (długości 12–17 mm).
Więzadła głosowe znajdują się powyżej tchawicy. Pożywienie nie przechodzi przez nie – reguluje to nagłośnia, automatycznie blokując drogi oddechowe przy przełykaniu. Gdy jedzenie dostanie się do tchawicy, powoduje duszenie się.
Więzadła głosowe znajdują się w krtani. Grzbietowo przytwierdzone są do wyrostków głosowych znajdujących się na parzystych chrząstkach nalewkowatych, a z przedniej strony do chrząstki tarczowatej. Zbudowane są z tkanki łącznej, ale fałdy głosowe, które je pokrywają zawierają, również włókna mięśniowe. Więzadła głosowe nie są połączone, tworzą szparę głośni. Gdy szpara jest szeroka, powietrze przepływa swobodnie, gdy zaś jest zwężona, powietrze opływa fałdy głosowe, powodując ich drganie (wytwarzanie dźwięku). Wysokość głosu zależy od napięcia fałd głosowych, a głośność od szybkości przepływu powietrza.
Różnice w budowie fałd głosowych powodują różne brzmienie głosu u poszczególnych osób, także w obrębie tej samej płci.

## Modyfikowanie głosu
Ludzki głos jest w istocie złożonym instrumentem. Może być modyfikowany poprzez zmianę napięcia fałd głosowych, zmianę ilości przepływającego powietrza, a także kształt klatki piersiowej, szyi, ułożenie języka. Wpływa to na ton i barwę dźwięku. Uzyskanie naturalnej emisji głosu, świadome poszerzenie jego skali, zwiększenie siły głosu, wykształcenie jego barwy można osiągnąć poprzez impostację głosu.

## Problemy z głosem
Jest wiele przyczyn problemów z głosem. Niektóre z nich powstają z przyczyn uszkodzenia części aparatu mowy, z reguły jednak źródłem problemu jest niepoprawna emisja głosu. Nadmierna eksploatacja głosu może spowodować przemęczenie narządów mowy, zaś wysiłkowe używanie głosu może prowadzić do powstania guzków śpiewaczych. Guzków śpiewaczych nie należy bagatelizować, brak leczenia i przede wszystkim terapii głosu może powodować bezgłos i inne poważne choroby, może również doprowadzić do niemożliwości wykonywania zawodu (jeżeli posługujemy się nim w pracy). Leczeniem chorób i wad narządów mowy zajmuje się foniatra, terapią głosu zaś specjalista od emisji i terapii głosu.

## Rodzaje głosu ludzkiego
Rodzajami ludzkiego głosu są (w kolejności, w grupie żeńskiej i męskiej odrębnie, od głosów o skali w najwyższym rejestrze do najniższego rejestru):
- dla głosów kobiecych:
  - sopran
    - sopran koloraturowy
    - sopran liryczny
    - sopran spinto
    - sopran dramatyczny

  - mezzosopran
    - mezzosopran koloraturowy
    - mezzosopran liryczny
    - mezzosopran dramatyczny

  - alt
    - kontralt
- dla głosów męskich:
  - kontratenor
  - tenor
    - tenor liryczny
    - tenor dramatyczny

  - baryton
    - baryton liryczny
    - baryton dramatyczny
    - bas-baryton

  - bas
    - basso profondo
    - basso buffo[2]

## Skala głosu ludzkiego
Skala głosu ludzkiego jest to zakres dźwięków wytwarzanych przez głos ludzki. Skala głosu różni się w zależności od wieku człowieka (dzieci, młodzież, dorośli), płci oraz od rodzaju głosu, jakim dysponuje konkretna osoba. Przeciętnie skala dorosłego człowieka wynosi 1,5 oktawy. U osób ćwiczących śpiew skala głosu rozszerza się od 2 do 3 oktaw.

### Skale dla rodzajów głosów ludzkich
- skala sopranu – c1 – c3, niekiedy e3 (koloratura nawet do g3)
- skala mezzosopranu – a – g2 (liryczny), g – c3 (dramatyczny)
- skala altu – g (czasem f) – g2
- skala kontraltu – c – c2
- skala tenoru – c – c2 (czasem d2)
- skala barytonu – G/A – g1
- skala basu – E – d1 (bas profondo od C)